# Vågsbreen
De Vågsbreen is een gletsjer op het eiland Nordaustlandet, dat deel uitmaakt van de Noorse eilandengroep Spitsbergen.

## Geografie
De gletsjer ligt op het schiereiland Laponiahalvøya, onderdeel van Gustav-V-land. Hij is zuidwest-noordoost georiënteerd en heeft een lengte van ongeveer twee kilometer. Hogerop komt de gletsjer vanuit twee takken samen.
Op het schiereiland liggen nog twee gletsjers, de ongeveer vijf kilometer naar het zuidwesten gelegen Snøtoppbreen en de ongeveer tien kilometer naar het zuidoosten gelegen Mikkel Revbreen.